# Christian Steinke
Christian Steinke (? – 2024) war ein deutscher Filmregisseur, Drehbuchautor und Darsteller in der DDR. Er arbeitete von 1964 bis 1990 als Regisseur für Produktionen des DDR-Fernsehens. 1991 erhielt sein Film Hüpf, Häschen hüpf für Regie und Drehbuch den Fernsehfilmpreis der Deutschen Akademie der Darstellenden Künste.

## Filmografie
- 1964: Egon und das achte Weltwunder (Fernsehfilm – auch Drehbuch)
- 1965: Herr Iwan (Fernsehfilm)
- 1966: Oben fährt der große Wagen (Fernsehfilm)
- 1969: Drei von der K (Fernsehserie, 12 Folgen – auch Drehbuch)
- 1971: Der Sonne Glut (Fernsehserie)
- 1971: Romanze für einen Wochentag (Fernsehfilm)
- 1973: Den Wolken ein Stück näher (auch Drehbuch)
- 1975: Die Überlebende (Fernsehfilm – auch Drehbuch)
- 1977: Verfolgung (Fernsehfilm)
- 1979: Die lange Straße (Fernsehserie, 2 Folgen)
- 1981: Kippenberg (Fernsehfilm – auch Drehbuch)
- 1983: Ich sehe was, was du nicht siehst (Fernsehfilm)
- 1984: Das Puppenheim in Pinnow (Fernsehfilm – auch Drehbuch)
- 1986: Pelle der Eroberer (Fernsehfilm)
- 1990: Marie Grubbe (Fernsehfilm)
- 1991: Hüpf, Häschen hüpf (Fernsehfilm)
- 1995: Polizeiruf 110: Grawes letzter Fall (Fernsehreihe)